# Иннинг
Иннинг (англ. inning) в бейсболе, софтболе и в похожих играх — это период игры, поделенный на две части (фрейма): «верх» (англ. top half) и «низ» (англ. bottom half), во время которых одна команда играет в обороне, а другая в нападении. В каждом фрейме команда нападения играет до 3 аутов (англ. out). Полная игра обычно состоит из 9 иннингов, но может быть укорочена из-за плохой погоды или продлена, если счёт по пробежкам (англ. run) равен к концу 9-го иннинга.

## Процесс игры
Каждая половина иннинга начинается с команды судьи «Плэй» (англ. «Play») или «Плэй бол» (англ. «Play ball»). Полный иннинг состоит из 6 аутов, 3 на каждую команду. В Главной лиге бейсбола (англ. MLB) и во множестве остальных лигах игра длится до 9 иннингов. Команда гостей отбивает в верхней части иннинга (англ. top of the inning), то есть количество пробежек отображается в верхней части табло. В свою очередь, хозяева играют в нападении в нижней части иннинга (англ. bottom of the inning), а промежуток между верхней и нижней частями иннинга называется серединой иннинга (англ. middle of the inning). Если хозяева лидируют в середине последнего запланированного иннинга или ведут счёт в нижней части того же иннинга, игра автоматически заканчивается победой домашней команды.
Во многих лигах, если счёт равный после последнего запланированного иннинга, игра переходит в дополнительные иннинги до тех пор пока иннинг не закончится победой одной из команд. Однако, в японском бейсболе, игра заканчивается к 12-му иннингу при равном счёте, но в крупнейшей японской лиге — Nippon Professional Baseball (NPB), в послесезонный период игра заканчивается после 15-го иннинга. Во время сезона NPB 2011—2012 гг. игра закончилась ничьей, так как длительность матча достигла 3 часов и 30 минут при равном счёте. Если команда хозяев вырывается вперёд во время дополнительных иннингов, игра и иннинг немедленно заканчиваются, несмотря на количество аутов. Подобную ситуацию называют «уок-оф» (англ. walk-off). Однако, команда гостей не может получить «уок-оф» победу в дополнительных иннингах в отличие от хоккея, где команда, набравшая больше очков в дополнительное время, выигрывает вне зависимости от того является ли команда гостями или хозяевами.
Количество иннингов может быть сокращено ввиду погодных условий (дождь и т. п.). Такую игру объявляют «рэйн аутом» (англ. «rain out»). Судья перед «рэйн аутом» объявляет перерыв, во время которого судьи решают можно ли продолжить игру. При положительном исходе игра откладывается до окончания дождя. Если погода не позволяет продолжить игру, судья объявляет «рэйн аут», и игра приостанавливается до следующего дня. Матч также может быть переигран в другое время, но при определённых обстоятельствах укороченная игра может считаться официально законченной, и команда, которая была впереди по количеству пробежек, будет считаться победителем.
Профессиональные бейсбольные игры, как и игры между колледжами (англ. college baseball), состоят из девяти иннингов. Игры Старшей школы (англ. High school), колледж софтбола и некоторые «даблхэдеры» (англ. doubleheader) колледж и Низшей Лиги бейсбола (англ. Minor League) — из семи иннингов. Бейсбольные матчи Малой Лиги (англ. Little League) состоят из шести иннингов, но могут быть сокращены в случае значительного превосходства по пробежкам одной командой над другой.